# Certain People I Know
Certain People I Know è un brano del cantante inglese Morrissey.
Terzo singolo tratto dall'album Your Arsenal, il disco venne pubblicato il 7 dicembre del 1992 dalla HMV Records e raggiunse la posizione numero 35 della Official Singles Chart.

## Realizzazione
Scritto assieme a Mark Nevin, Certain People I Know fu il terzo e ultimo singolo di Morrissey ad essere prodotto da Mick Ronson.
La copertina ritrae una foto di Morrissey, realizzata da Linder Sterling. Sul vinile dei 7" e dei 12" è incisa la frase: WHY BOTHER TO KEEP CLEAN? / WHY BOTHER TO KEEP CLEAN? . Il videoclip promozionale, diretto da George Tiffin, mostra Morrissey che interpreta il brano sulla spiaggia di Parco Calumet, a Chicago.

## Tracce
- UK 7"

1. Certain People I Know - 3:11
2. Jack the Ripper - 3:28

- UK 12" / CDs

1. Certain People I Know - 3:11
2. You've Had Her - 2:55
3. Jack the Ripper - 3:28

## Formazione
- Morrissey – voce
- Alain Whyte - chitarra
- Boz Boorer - chitarra
- Gary Day - basso
- Spencer Cobrin - batteria